# Raiffeisenbank Geiselhöring-Pfaffenberg
Die Raiffeisenbank Geiselhöring-Pfaffenberg eG ist eine deutsche Genossenschaftsbank mit Sitz in der bayerischen Stadt Geiselhöring im Landkreis Straubing-Bogen.

## Geschichte
Die heutige Raiffeisenbank Geiselhöring-Pfaffenberg eG wurde am 31. März 1901 in Laberweinting gegründet. Sie trat erstmals unter dem Namen Laberweintinger Darlehenskassenverein eGmuH auf. Der Name der Kasse wurde 1934 auf Spar- und Darlehenskasse Laberweinting eGmuH und 1953 auf den Namen Raiffeisenkasse Laberweinting eGmuH umbenannt.
Im April 1958 hat die Raiffeisenkasse Laberweinting eGmbH mit der Raiffeisenkasse Haader eGmbH mit dem Sitz in Haader fusioniert. Am 17. Juni 1959 stimmte die Generalversammlung der Fusion mit der Raiffeisenkasse Grafentraubach eGmuH mit dem Sitz in Grafentraubach zu. Mit der Raiffeisenbank Geiselhöring eGmbH mit dem Sitz in Geiselhöring wurde am 1. Februar 1969 fusioniert. Die Firmenbezeichnung änderte sich auf den Namen Raiffeisenbank Laberweinting-Geiselhöring eGmbH.
Die Raiffeisenkasse Laberweinting-Geiselhöring eGmbH fusionierte erneut am 28. Mai 1969 mit der Raiffeisenkasse Hadersbach eGmbH mit dem Sitz in Hadersbach und am 30. September 1972 mit der Raiffeisenkasse Hainsbach eGmbH mit dem Sitz in Hainsbach. Eine Fusion mit der Raiffeisenbank Pfaffenberg eG  – die ehemals als Raiffeisenkasse Nieder-Oberlindhart und Pfaffenberg eGmbH firmierte – mit dem Sitz in Pfaffenberg erfolgt am 20. Juli 1978. Der Firmenname lautet seitdem Raiffeisenbank Geiselhöring-Pfaffenberg eG.
Am 31. Mai 1979 fusionierte die Raiffeisenbank Geiselhöring-Pfaffenberg eG mit der Raiffeisenbank Ascholtshausen eG mit dem Sitz in Ascholtshausen. Anfang 1984 wurde eine Filiale in Neufahrn in Niederbayern gegründet. Am 2. Oktober 1992 wurde der Neubau der Filiale Pfaffenberg eröffnet. Ende 2007 zog die Filiale Laberweinting in ihre neuen Geschäftsräume.
Im Jahre 2019 fusionierte die Raiffeisenbank Geiselhöring-Pfaffenberg eG letztmals mit der Raiffeisenbank Hofkirchen-Bayerbach eG mit dem Sitz in Hofkirchen.

## Rechtsverhältnisse
Die Raiffeisenbank Geiselhöring-Pfaffenberg eG ist im Genossenschaftsregister beim Amtsgericht Straubing unter GnR 525 eingetragen.

## Organisationsstruktur
Rechtsgrundlagen sind das Genossenschaftsgesetz und die durch die Vertreterversammlung beschlossene Satzung. Organe der Bank sind der Vorstand, der Aufsichtsrat und die Vertreterversammlung. Die Vertreterversammlung besteht aus den Vertretern der Bank, welche das höchste Organ einer Genossenschaftsbank darstellen. Mitglied einer Genossenschaftsbank wird man durch den Erwerb von Geschäftsanteilen der Bank. Zum Vertreter wird man durch die Wahl der Mitglieder der Bank.

## Sicherungseinrichtung
Die Raiffeisenbank Geiselhöring-Pfaffenberg eG ist neben der gesetzlichen Einlagensicherung der amtlich anerkannten Sicherungseinrichtung des Bundesverbandes der Deutschen Volksbanken und Raiffeisenbanken GmbH und der zusätzlichen freiwilligen Sicherungseinrichtung des Bundesverbandes der Deutschen Volksbanken und Raiffeisenbanken e.V. angeschlossen.
Diese Einrichtung betreibt Einlagenschutz, wodurch die Einlagen (Sparbriefe, Spar-, Termin- und Sichteinlagen sowie von angeschlossenen Banken ausgegebene Inhaberschuldverschreibungen und Zertifikate) von Kunden in unbegrenzter Höhe gesichert sind. Daneben verfolgt die Sicherungseinrichtung des BVR Institutsschutz, d. h. eine angeschlossene Bank, die sich in wirtschaftlichen Schwierigkeiten befindet, wird saniert und mit finanziellen Mitteln versorgt, so dass sie all ihren Verpflichtungen nachkommen kann.

## Geschäftsausrichtung
Die Raiffeisenbank Geiselhöring-Pfaffenberg eG betreibt das Universalbankgeschäft. Sie steht als eingetragene Genossenschaft zu den genossenschaftlichen Grundwerten. Dies sind an erster Stelle regionale Verbundenheit und die Förderung der Region, ihrer Kunden sowie ihrer Mitglieder. Im Verbundgeschäft arbeitet sie mit der DZ Bank, R+V Versicherung, Bausparkasse Schwäbisch Hall, Teambank, VR Smart Finanz, DZ Hyp und der Union Investment zusammen. Die Verbundpartner sind eigenständige Partnerunternehmen aus dem Finanzdienstleistungsbereich, die die Produkt- und Dienstleistungspalette der Raiffeisenbank Geiselhöring-Pfaffenberg eG ergänzen oder erweitern.
Die Genossenschaftsbank Raiffeisenbank Geiselhöring-Pfaffenberg eG ist dem bundesweiten BankCard ServiceNetz und dem BankCard KontoInfo angeschlossen.

## Geschäftsgebiet
Das Geschäftsgebiet liegt im Westen des Landkreises Straubing-Bogen sowie im Osten des Landkreises Landshut. Ihr Geschäftsgebiet liegt im Labertal und im Tal des Bayerbachs.
An diesen Orten betreibt die Bank Filialen:
- Geiselhöring (Hauptstelle, jur. Sitz)
- Pfaffenberg (Filiale)
- Neufahrn in Niederbayern (Filiale)
- Laberweinting (Filiale)
- Hofkirchen (Filiale)
- Bayerbach bei Ergoldsbach (Filiale)